# Kantonsschule Büelrain
Die Kantonsschule Büelrain Winterthur (KBW) ist eine öffentliche Mittelschule (Gymnasium) des Kantons Zürich. Sie befindet sich im Zentrum von Winterthur, auf dem Quartiergebiet von Heiligberg. Rund 770 Schüler besuchen an der KBW das Kurzgymnasium mit dem Profil Wirtschaft und Recht (Wirtschaftsgymnasium), mit dem Profil Philosophie, Pädagogik und Psychologie (PPP), die Handelsmittelschule (HMS) oder die Informatikmittelschule (IMS).

## Geschichte
Die Kantonsschule Büelrain ist die jüngste der drei Winterthurer Gymnasien. Ihren Ursprung nahm die Schule, als das Technikum Winterthur 1960 seine 1874 gegründete Handelsabteilung in eine zweiflüglige Pavillonanlage jenseits der Eulach ausgliederte. 1961 wurde Walter Aemissegger zum Abteilungsleiter der immer noch zum Technikum gehörenden Schule ernannt. Unter seiner Führung eröffnete die Abteilung 1962 das schweizweit zweite Wirtschaftsgymnasium – das erste entstand in Solothurn. Zu diesem Zweck wurde die Pavillonanlage um einen dritten Flügel ergänzt. 1966 verliessen die ersten 21 Maturanden das neu geschaffene Gymnasium. Bis 1968 wuchs das neu geschaffene Wirtschaftsgymnasium bereits um die Hälfte seiner Grösse.
Dieser schnelle Wachstum legte daher eine Verselbstständigung des Gymnasiums nahe, die durch die Gründung der Kantonalen Handelsschule Winterthur auf Beginn des Schuljahrs 1968/69 entstand. Gründungsdirektor der rund 200 Schüler und 35 Lehrer fassenden Schule wurde Aemissegger. Die Schule setzte auch danach ihr rasantes Wachstum fort. 1970 führte die Schule zwei parallele 1. Klassen ein und 1969 wurde Richard Müller der erste Prorektor der Schule, nach dessen Wahl in den Bankrat der ZKB folgte ihm 1972 Ernst Härtner. 1972 wurde zur bestehenden Pavillonanlage ein weiterer, zweistöckiges Provisorium (Varielbau) hinzugestellt. Sechs Jahre nach ihrer Gründung umfasste die Schule bereits 300 Schüler.
1974 wurde das Wirtschaftsgymnasium mit Anpassungen am Lehrplan als Maturatitätstyp E eidgenössisch anerkannt und ermöglicht dessen Absolventen ein Hochschulstudium. Im Vergleich zu den Gründerjahren wächst die Schule nun langsamer. 1975 erhielt die Schule, nachdem ihr Name sich in der Zwischenzeit noch zu Wirtschaftsgymnasium und Handelsschule Winterthur wandelte, mit einer generellen Namensrevision der Zürcher Schulen nach Flurnamen, ihren heutigen Namen Kantonsschule Büelrain. 1976 erhält die Schule eine eigene Turnhalle und ein Biologiezimmer. 1982 nimmt die Schule mit einem Onyx C8002 seine erste Computeranlage in Betrieb. 1984 erreicht die Schule die Marke von 400 Schülern. Ab 1985 startete die Schule mit drei Gymnasialklassen ins Schuljahr.
1985 wird Gründungsrektor Aemissegger pensioniert, seine Nachfolge wird mit der Ernennung von Urs Weidmann intern geregelt. Dazumal umfasst das Wirtschaftsgymnasium vier Parallelklassen, zwischen 1986 und 1990 sogar deren fünf. Die Handelsmittelschule jedoch geht 1985, respektive definitiv ab 1987, auf eine Klasse pro Jahrgang zurück. Das Wachstum schreitet jedoch weiter voran und bereits 1989 konnte bei den Schülerzahlen die nächste Hundertermarke geknackt werden.

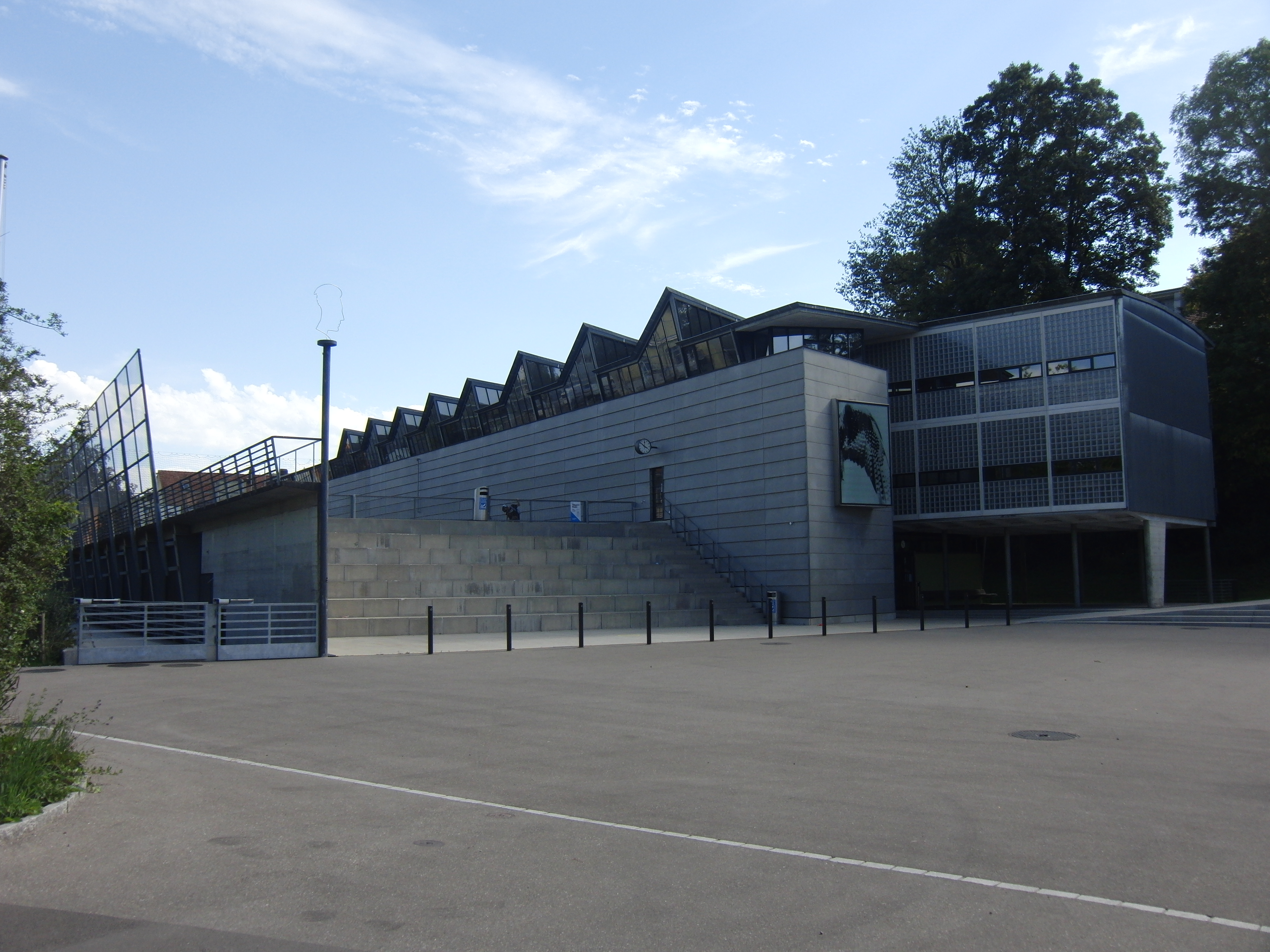
Das 1992 von Arnold Amsler erstellte Schulhaus

Die Schule ist zu der Zeit trotz eigener Turnhalle gezwungen, für seine Sportlektionen sich in weitere Turnhallen in der Altstadt einzumieten und Schulstunden finden nicht nur wie seit Beginn zusätzlich im Technikum, sondern auch in weiteren Volksschulhäusern, in der Villa Bühl sowie in den Räumen der alten Mechanischen Seidenstoffweberei (Sidi) statt. Diese akute Platznot treiben die Vorarbeiten für ein eigenes Schulgebäude voran. Im Winter 1989/90 genehmigen Kantons- und Regierungsrat einen Kredit über 18,6 Millionen Franken für den Neubau eines Schulgebäudes nach den Plänen von Arnold Amsler, der den vorhergehenden Projektwettbewerb gewonnen hatte. Doch auch dieses Schulgebäude war nicht dazu ausgelegt, die für zwanzig Jahre ausgelegten Pavillons völlig ersetzen, sodass auch diese zwischen 1986 und 1993 renoviert wurden. Der neue gebaute Erweiterungsbau konnte zusammen mit den zwei zugehörigen Turnhallen am 17. August 1992 in Betrieb genommen werden.
1990 wird am Büelrain in einer ersten Klasse der Blockunterricht eingeführt. 1995 kam es mit der Einführung der HMS+ zu Neuerungen an der Handelsmittelschule, die neu an die zweite Sekundarschule anschloss und nach drei Jahren Schule und einem Jahr Praktikum zur Berufsmatur führte. 1998 wurde die Dauer schweizweit der Wirtschaftsgymnasien auf vier Jahre verkürzt.
Im August 2000 führte die Kantonsschule Büelrain als erste Schule im Kanton eine Informatikmittelschule (IMS) ein, ein Jahr später folgten ihr die beiden Stadtzürcher Kantonsschulen Enge und Hottingen. Es ist das dritte bis heute an der Schule präsente Profil eingeführt, dass ähnlich wie die Handelsmittelschule in vier Jahren zur Berufsmatur führt. Am 3. Juli 2000 erschien die erste Ausgabe von 4blatt, der vierteljährlich erscheinenden Hauszeitung der Schule. 2007 wurden an der Kantonsschule immersive Klassen eingeführt.
Mit dem neuen Jahrtausend wurde am Büelrain auch wieder ein Anlauf genommen, die Geschichte der Dauerprovisorien an der Schule zu beenden. Eine Machbarkeitsstudie aus dem Jahr 2000 zeigte auf, dass der Platzbedarf der Schule, die weiterhin acht externe Schulzimmer mieten muss, durch einen Neubau ohne zusätzlichen Raumbedarf verwirklicht werden kann. Die ursprünglich geplante Fertigstellung einer Schule im Jahr 2008 verschob sich jedoch aufgrund kantonalen Sparprogramme laufend. So konnte erst am 7. Dezember 2009 das Siegerprojekt des Architekten Jonas Wüest vorgestellt werden. Es vergehen nochmals Jahre, bis 2016 der Kantonsrat den Objektkredit von 59,8 Mio. Fr. genehmigt und im September des gleichen Jahres der Spatenstich für das Schulhaus erfolgen konnte. Im Sommer 2019, 19 Jahre nach der Machbarkeitsstudie, konnte schliesslich der Neubau bezogen werden.

## Gebäude

### Ergänzungsbau (Haus A)
Das heutige Haus A der Schulanlage ist der Ergänzungsbau genannte Bau des Winterthurer Architektenpaars Arnold und Vreni Amsler. Der Bau entstand damals am Rande des Geländes als Ergänzung zu den bestehenden Pavillons. Der Bau umfasst zwei Turnhallen, die zur Hälfte in den Boden versenkt sind. Visuell an die Turnhallen angebaut und leicht Richtung Hangfuss angewinkelt befinden sich der Schultrakt des Gebäudes.
Auch auf expliziten Wunsch der Architekten befinden sich am Gebäude Kunst-am-Bau-Objekte mehrerer Künstler. Von Balthasar Burkhard befinden sich zwei mehrteilige Fotografien im Gebäude und ausserdem gestaltete er die im Osten und Westen liegenden Fenster, auf denen sich Fotosiebdrucke befinden. Von Benedicht Fivian lassen sich zwei Gemälde, die bemalte Saaltür sowie ein 12 m langes Pendel mit elektromagnetischen Antrieb finden. Markus Raefz trug drei Schwarzweiss-Heliogravuren sowie ein dem Illustrator Gustave Verbeek gewidmeter Drahtkopf auf dem Pausenplatz bei.

### Neubau (Haus B)
Das heutige Haus B ist der Neubau des Architekten Jonas Wüest (Jonas Wüest Architekten). Der kompakte, kubische Betonbau umfasst auf sieben Geschossen 40 Klassenzimmer, eine Mediothek und ergänzt die Schule um eine weitere Einfachturnhalle. Der Eingang befindet sich im Hochparterre, im Innern führt eine mit Oberlicht erhellte Eingangshalle mittels kaskadenartigen Treppen bis ins vierte Obergeschoss. Der Komplementärbau zum 1992 entstandenen Ergänzungsbau von Amsler bezieht sich dabei im Massstab nicht nur auf das andere Schulgebäude, sondern auch auf die benachbarten Gebäude des Technikums. Das Schulhaus ist zudem Minergie-P-Eco zertifiziert und erhielt auf Druck der Schülerschaft eine Solaranlage, auf die der Kanton zunächst verzichten wollte.
Als Kunst am Bau hängt in der Eingangshalle die 10 m hohe Blechinstallation «Flip Flop» der Künstlerin Clare Goodwin. Ausserdem wurde vor dem Eingang ein durch Christoph Haerle entworfener Brunnen aus rotem Plexiglas aufgestellt. Der 100'000 Fr. teure Brunnen wurde jedoch in der Nacht zum 2. August 2020 durch Feuerwerkskörper mutwillig zerstört.

## Profile

### Kurzgymnasium
Das Kurzgymnasium mit Profil Wirtschaft und Recht (Wirtschaftsgymnasium) dauert vier Jahre und schliesst an die zweite oder dritte Sekundarschule an. Im Gymnasium mit Profil Wirtschaft und Recht erwerben die Schüler und Schülerinnen die gymnasiale Maturität.
Die gymnasiale Maturität erlaubt den Zugang zu allen Studienrichtungen an allen universitären Hochschulen (Schweizer Universitäten, der ETHZ sowie der EPFL), aber auch den direkten Einstieg in die Ausbildungsprogramme der Privatwirtschaft.
Das Profil Wirtschaft und Recht beinhaltet neben den Sprachen Deutsch, Französisch und Englisch im Schwerpunktfach eine breite, praxisorientierte Allgemeinbildung in ökonomischen und juristischen Bereichen. Wirtschaft und Recht bietet ein vertieftes Verständnis für die Zusammenhänge in Wirtschaft, Recht, Politik und Gesellschaft. Dazu kommen wie in allen Maturitätsprofilen die Fächer Mathematik, Biologie, Physik und Chemie sowie Geschichte und Geographie. Ein breites Angebot an Ergänzungs- und Freifächern ermöglicht eine individuelle Ausgestaltung und Vertiefung der Ausbildung.
Die Kantonsschule Büelrain bietet zudem die Möglichkeit, in der Immersionsklasse mit einer zweisprachigen Maturität auf Englisch und Deutsch abzuschliessen, dies bedeutet, in ausgewählten Fächern wird nicht mehr in der Muttersprache Deutsch, sondern in Englisch unterrichtet.
Seit dem Schuljahr 24/25 bietet die Kantonsschule Büelrain auch das Profil Philosophie, Pädagogik und Psychologie (PPP) an.
Ebenso fördert das Büelrain Talente im Bereich Kunst & Sport, sofern sie in der Schule genügend leistungsstark sind, um ihren Abschluss in der regulären Schulzeit zu erreichen.

### Handelsmittelschule (HMS)
Die Handelsmittelschule besteht aus einer dreijährigen schulischen Ausbildung und einem einjährigen Berufspraktikum in einem Unternehmen. Der Eintritt ist ab der zweiten oder dritten Sekundarschule möglich.
Der Schwerpunkt der schulischen Ausbildung liegt in der Vermittlung einer grundlegenden breiten Allgemeinbildung mit Schwerpunkten in den Wirtschaftsfächern, der Informatik sowie in den modernen Sprachen Deutsch, Französisch, Englisch und Italienisch bzw. Spanisch.
Der Ausbildungsgang schliesst mit einem eidgenössischen Fähigkeitszeugnis Kauffrau/Kaufmann und der kaufmännischen Berufsmaturität ab. Ziel dieser Ausbildung ist die Berufsbefähigung und nicht die akademische Reife. Gleichzeitig ermöglicht die Berufsmaturität den Zugang zu den Fachhochschulen.

### Informatikmittelschule (IMS)
Die Informatikmittelschule besteht aus einer dreijährigen schulischen Ausbildung und einem einjährigen Berufspraktikum in einem IT-Unternehmen. Der Eintritt ist ab der dritten Sekundarschule möglich.
Der Schwerpunkt der schulischen Ausbildung liegt, ähnlich wie die HMS, in der Vermittlung einer grundlegenden breiten Allgemeinbildung mit Schwerpunkten in den Wirtschaftsfächern sowie in den modernen Sprachen Deutsch, Französisch, Englisch. Ein grosser Anteil der Ausbildung (rund ein Viertel) ist der Informatik, insbesondere der Programmierung, gewidmet.
Die IMS führt somit in vier Jahren zur Berufsmaturität mit Ausrichtung Wirtschaft und zum eidgenössischen Fähigkeitszeugnis in Applikationsentwicklung. Ziel dieser Ausbildung ist die Berufsbefähigung und nicht die akademische Reife. Gleichzeitig ermöglicht die Berufsmaturität den Zugang zu den Fachhochschulen.

## Partnerschaften
Die Kantonsschule Büelrain unterhält eine Partnerschaft mit dem ungarischen Körösy-József-Gymnasium. Seit 1990 besuchen Austauschschüler aus Szeged die Winterthurer Kantonsschule und es finden jährliche Klassenaustausche und der gegenseitige Besuch mittels Delegationen statt. Eine zweite Partnerschaft gibt es mit dem Samuel-von-Pufendorf-Gymnasium in Flöha, wohin jeweils eine 2. Klasse des Wirtschaftsgymnasium reist und im Gegenzug Besuch aus Deutschland empfangen wird.

## Bekannte Ehemalige
- Felix Blumer, Meteorologe SRF Meteo[13]
- Gerold Bührer, Schweizer Politiker (FDP), ehemaliger Präsident des Wirtschaftsverbands Economiesuisse
- Dieter Kläy, Schweizer Politiker (FDP) und Zürcher Kantonsrat
- Andreas Oehler, Präsident Bezirksgericht Winterthur
- Christine Maier, Schweizer Journalistin und Fernsehmoderatorin[14]
- Fabian Molina, Schweizer Politiker (SP)[15]
- Hans-Konrad Trümpler, Schweizer Ruderer[16]
- Joshua Amissah, Schweizer Autor, Kurator, Gastdozent und bildender Künstler, Forbes 30 Under 30[17]